# Le Cabinet du docteur Caligari (film, 1962)
Pour les articles homonymes, voir Caligari.
Pour plus de détails, voir Fiche technique et Distribution.
Le Cabinet du docteur Caligari (titre original : The Cabinet of Caligari) est un film américain réalisé par Roger Kay, sorti en 1962.

## Fiche technique
- Titre : Le Cabinet du docteur Caligari
- Titre original : The Cabinet of Caligari
- Réalisation : Roger Kay
- Assistants-réalisateur : Harold E. Knox, Lee Lukather
- Scénario : Robert Bloch
- Photographie : John L. Russell
- Montage : Archie Marshek
- Musique : Gerald Fried
- Décors : Howard Bristol
- Producteur : Roger Kay
- Producteur exécutif : Robert L. Lippert
- Société de production :  Twentieth Century Fox, Associated Producers (API), Robert L. Lippert Productions
- Société de distribution :  Twentieth Century Fox
- Pays d'origine :  États-Unis
- Format : Noir et blanc — 35 mm — 2,35:1 — Son : Mono (Westrex Recording System)
- Genre : Film dramatique, Film d'horreur, Thriller
- Durée : 106 minutes (1 h 46)
- Dates de sortie :
  - États-Unis : 25 mai 1962 (New York)
  - Suède : 25 juin 1962
  - Allemagne de l'Ouest : 13 juillet 1962
  - Royaume-Uni : 3 septembre 1962
  - France : 20 mars 1963
  - Japon : 23 août 1963

## Distribution
- Glynis Johns : Jane Lindstrom
- Dan O'Herlihy : Caligari / Paul
- Richard Davalos : Mark Lindstrom
- Lawrence Dobkin : Dr Frank David
- Constance Ford : Christine
- J. Pat O'Malley : Martin
- Estelle Winwood : Ruth
- Doreen Lang : Vivian